# Hà Linh
Hà Linh là một xã thuộc huyện Hương Khê, tỉnh Hà Tĩnh, Việt Nam.
Xã Hà Linh có diện tích 76,59 km², dân số năm 1999 là 5971 người, mật độ dân số đạt 78 người/km².

## Lịch sử
- Tháng 8 năm 1945: xã Đông Ấp nhập với xã Địa Linh thành xã Túc Phương, sau đổi tên thành xã Vĩnh Hương.
- Năm 1947: nhập xã Trúc Long vào
- Năm 1949: nhập bảy xã của tổng Phương Điền vào nữa thành lập xã Hương Châu
- Năm 1953: giảm tô lại chia nhỏ xã Hương Châu ra thành các xã: Hương Thanh (có Địa Linh, Trúc Lâm), Hương Thái (có Đông Ấp, Phương Điền) và các xã khác.
- Năm 1955: cải cách ruộng đất lại chia nhỏ các xã ra, xã Hà Linh có Địa Linh, xã Hương Thanh có Trúc Lâm, xã Hương Thu có Đông Ấp, xã Hương Thái có Phương Điền.
- Sau ngày miền Nam giải phóng: nhập các xã Hương Hà, Hương Thanh, Hương Thu thành xã Hà Linh gồm 5 thôn tương ứng với 5 HTX nông nghiệp.

Ngày 15 tháng 12 năm 2019, HĐND tỉnh Hà Tĩnh ban hành Nghị quyết số 185/NQ-HĐND về việc sáp nhập Thôn 5 vào Thôn 4.